# Curti-Schloss

Das Curti-Schloss auf einer alten Aufnahme um 1870, Ost- und Westflügel stehen rechts nach dem Turm der Stadtkirche (Auszug aus dem größeren Bild)

Das Curti-Schloss (in seinem Vorgängerbau Schrautenbach’scher Hof und entsprechend der Besitzernachfolge später auch Gall’sches Schloss genannt) war ein um 1655 um- und ausgebautes und 1963 niedergelegtes zweihäusiges Schloss mit Wohnturm und Adelssitz derer von Curti in der Stadt Groß-Umstadt, Landkreis Darmstadt-Dieburg in Hessen.

## Lage
Das Anwesen baute auf einem alten Burgmannenhaus auf und befand sich in unmittelbarer Nähe nördlich des Wambolt’schen und des Pfälzer Schlosses. Es lag nördlich dieser Schlösser auf der anderen Seite der heutigen Curtigasse. Diese endete bei Bau des Schlosses direkt an diesem, hieß früher Wamboltsgasse und später bis ins 19. Jahrhundert Kötzengasse. Das Schloss war einst an der Mitte der westlichen Stadtmauer gelegen und einer der sieben Adelssitze in der Stadt. Es hatte Schutz durch den bis 1716 existierenden, direkt an das Anwesen angrenzenden Hexenturm der Stadtmauer. Nordöstlich davon in Rufweite befanden sich zwei weitere Adelshöfe, der schlichteste und kleinste, genannt der Alte Wambolts Hof (heute Heddersdorf’scher Adelshof) und das Rodensteiner Schloss. Der Adelssitz war Teil des westlichen Schutzes der Altstadt und lag auf 162 m ü. NHN.

## Geschichte

### Niederer Adelshof
Der erste Nachweis des Adelshofes erfolgte mit dem Wappenstein mit der Jahreszahl 1516 des Hans Hartliep genannt Walsporn als Allianzwappen Hartlieb genannt Walsporn / Bonne von Wachenheim, da der aus einer Wormser Patrizierfamilie stammende Hartlieb die Tochter des Wormser Bürgermeisters Bonn(e von Wachenheim) ehelichte. Hartlieb war vermutlich Pleban zu Umstadt, Verweser des Dieburger Johannis-Altars und Kapitular in Aschaffenburg. Wahrscheinlich stand damals nur der älteste Teil im Nordosten des Geländes.
Der westliche Querbau wurde erst 1590 erwähnt. Von der Mitte des 16. Jahrhunderts bis Mitte des 17. Jahrhunderts werden die Herrn von Weitolshausen genannt Schrautenbach (auch Weitholtshausen oder Weitelshausen und nach Rietstap „Weitelshausen di Schraudenbach“ benannt) als Besitzer erwähnt, die spätestens ab 1522 im hessischen Odenwald nachgewiesen sind und nach denen der Rodauer Hof seinen früheren Namen hat: Ehemaliger Schrautenbach’scher Hof. Die Schrautenbachs bekamen den Hof in Umstadt vom Landgrafen von Hessen als freien Besitz, alle Güter in der Gemarkung blieben aber Lehen. Lange Jahre wurde das Anwesen dann als Schrautenbachs Hof bezeichnet. Ein eingesetzter Verwalter des Hofes, Niclaus Stark (auch Nikolaus Starck oder Niklaus Starckh) heiratete in die Familie Weitolshausen ein (Ehe mit Martha von Weitelzhaußen genannt Schrautterbergin) und wurde Nachfolger und Eigentümer. Da er nichtadelig war, kam es zu einem langjährigen Rechtsstreit über die Rechte des Besitzes und deren steuerliche Freistellung mit dem Rat der Stadt Umstadt. Nach seinem Tode 1623 war dessen verheiratete Tochter von Kottwitz (von Aulenbach) Erbin und Besitzerin des Anwesens.

### Renaissance-Schloss derer von Curti

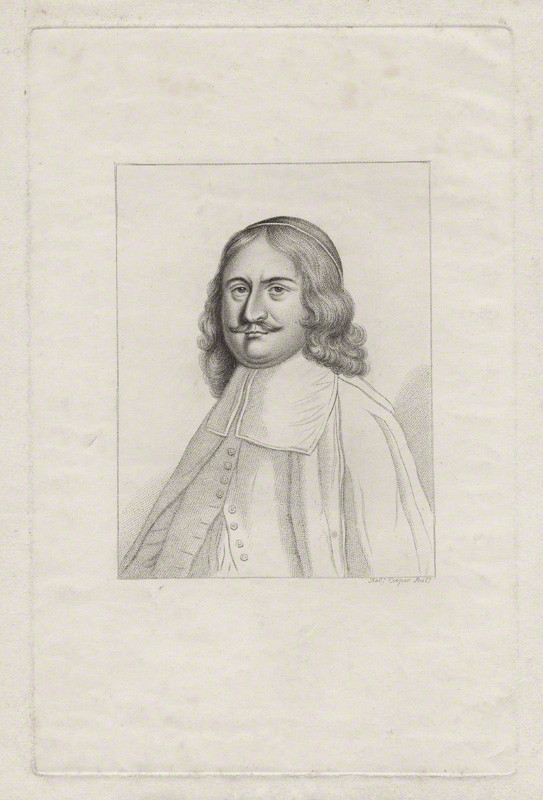
Der Namensgeber des Schlosses Johann Wilhelm Curtius (Curti)

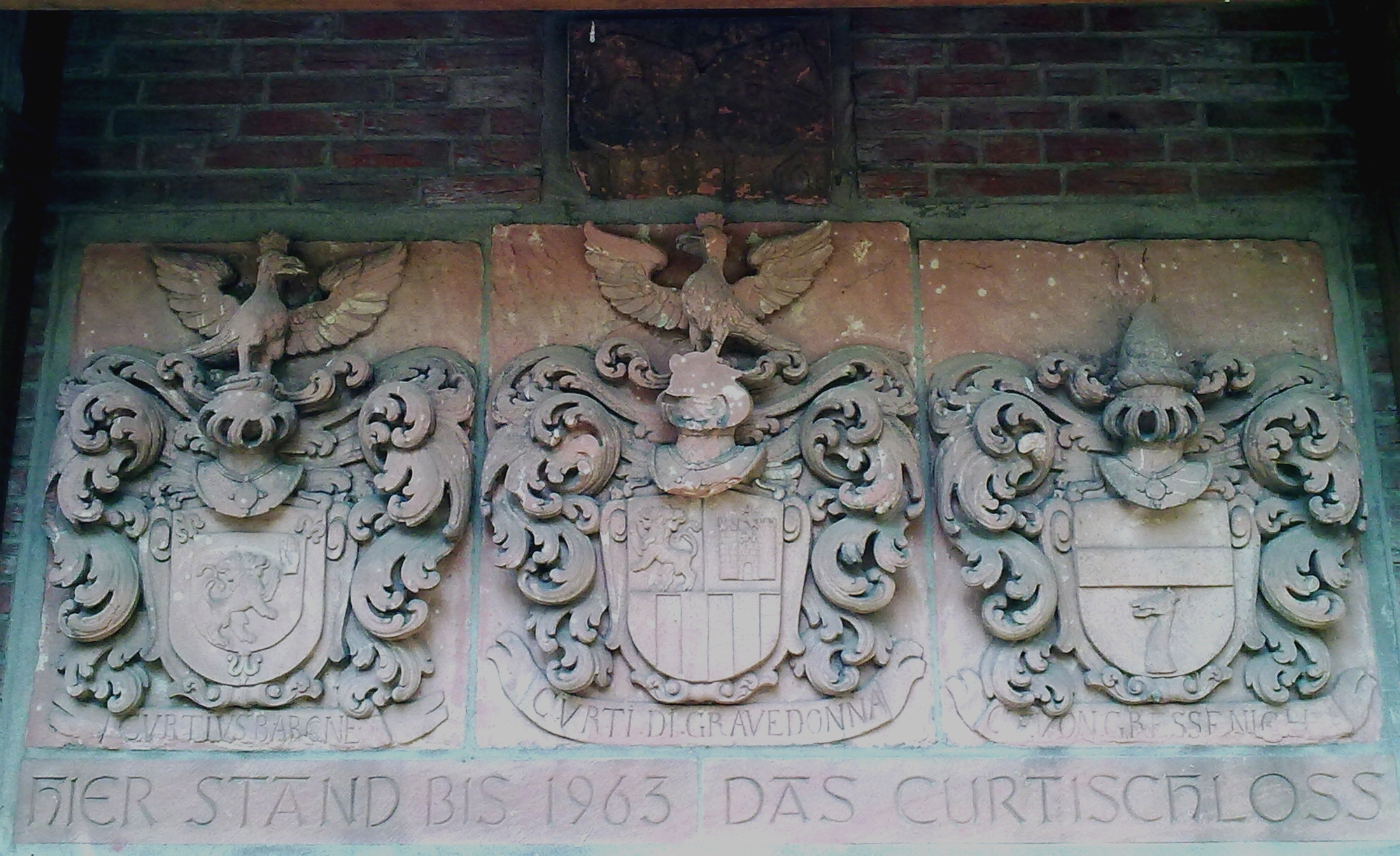
Die Reste des Schlosses: drei Wappen der Familie Curti und seiner Frau von Gressenich und darüber klein das Doppelwappen der Vorbesitzer datiert 1516: Wallsporn – Bonne

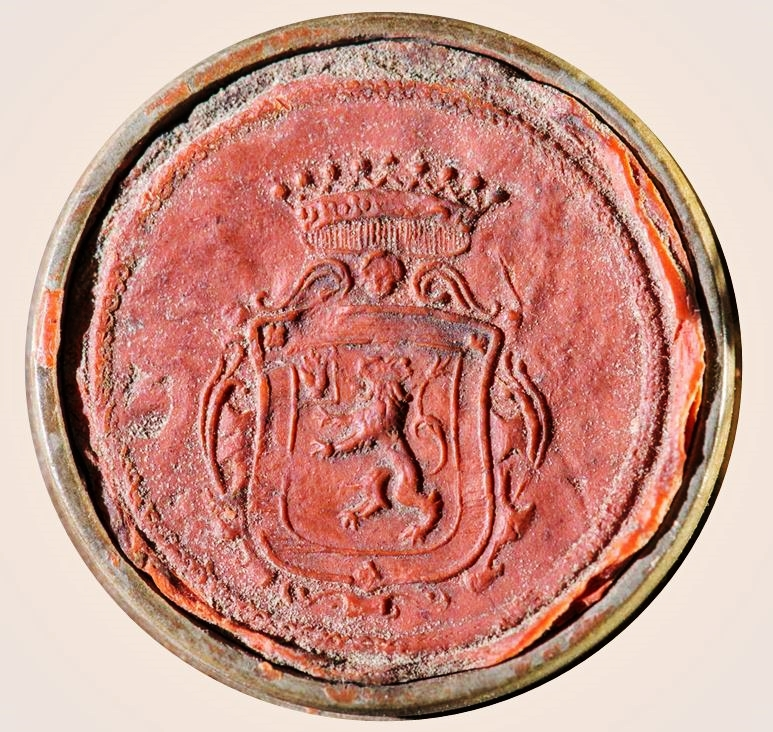
Siegel mit Curti-Wappen von 1699 der Anna Helena von Curti geborene Schenck zu Schweinsberg

Teilansicht der ehemals südlich zum Wambolt’schen Schloss zeigenden Front mit später ins Gebäude integrierten Treppenturm aus einer Aufnahme von vor 1912

Der Hof verfiel durch die wegen der Rechtsstreitigkeiten unterbliebenen Instandhaltungen. Die Erbin verkaufte den Hof 1653/1654 an Johann Wilhelm Curtius (Johann Wilhelm von Curti) (1598–1678, in Frankfurt am Main), der sich wohl zu diesem Zweck am 14. April 1653 mit einem hessisch-darmstädter Burglehen in Umstadt belehnen ließ. Johann Wilhelm von Curti, der schon seit 1650 im Pfälzer Schloss als Pfälzischer Oberamtmann des Oberamtes Otzberg residierte und das Amt bis 1674 innehatte, ließ das Anwesen als Alterssitz und Stammschloss großzügig renovieren. Mit der Wappentafel, die er dort anbringen ließ, nahm er in Anspruch, von der lombardischen, uradligen Familie der Curti di Gravedona abzustammen.
Nachfolger Johann Wilhelm von Curtis ist sein Sohn Carl-Wilhelm von Curti gen. Curtius (alias Sir Charles William Curtius, 2. Baronet; * 26. Dezember 1654; † 13. April o. September 1733). Dieser war von 1681 bis ca. 1691 ebenfalls Oberamtmann des Oberamtes Otzberg.
Am 20. Februar 1702 fand im Schloss die nicht ebenbürtige und daher heimliche Hochzeit zwischen Christian Karl von Schleswig-Holstein-Sonderburg-Plön-Norburg und Dorothea Christina von Aichelberg statt. Trauzeugen waren neben dem kurpfälzer reformierten Inspektor zu Umstadt und Otzberg Johann Jacob Müller die Hauseigner Carl-Wilhelm von Curti und seine Frau Anna Helena von Curti geborene Schenck zu Schweinsberg. Der Kondominatsherr und Landgraf von Hessen-Kassel Karl von Hessen meldete die Nachricht der heimlichen Vermählung an seine Schwester, die Königin von Dänemark Charlotte Amalie von Hessen-Kassel, die die Nachricht an des Herzogs Mutter Elisabeth Charlotte von Anhalt-Harzgerode auf ihrem Witwensitz auf Gut Østerholm auf Alsen weiterleitete. Während die Herzogin am Ende die Liebesheirat ihres Sohnes akzeptierte, hatte sein regierender Bruder Joachim Friedrich von Schleswig-Holstein-Sonderburg-Plön die seiner Ansicht nach morganatische Ehe, wohl vor allem aus wirtschaftlichen Gründen, nie anerkannt und zwang Christian Karl in einem Vergleich auf alle fürstlichen Rechte für sich und seine Erben zu verzichten. Christian Karl nahm für sich und seine Familie den Namen von Karlstein an. Kurioserweise erbte sein Neffe, der Sohn Christian Carls, Friedrich Karl von Schleswig-Holstein-Sonderburg-Plön nach seinem Tod dennoch und wurde letzter Herzog von Schleswig-Holstein-Sonderburg-Plön.
Carl-Wilhelm von Curtis Söhne (Hermann) Carl August Adolf von Curti (* 22. April 1699, ⚭ 15. März 1740; † 18. August 1753) und verheiratet mit Erhardine Catharina Louise von Wahl (* um 1700; † 17. Februar 1786) und Philipp Anton von Curti († schon 1735) werden mit dem Besitz belehnt. Die Kinder Carl August Adolfs, Wilhelm Adam von Curti (* 21. Juli 1742; † 15. Januar 1823), verheiratet mit Charlotte Elisabeth geb. von Fleckenbühl genannt Bürgel in Rodheim v. d. H. am 12. August 1774 und letzter männlicher Spross derer von Curti, sowie Juliane Albertine von Gall geborene Curti (* 17. März 1744 Groß-Umstadt; † 15. Juni 1799 Dreieichenhain), die am 14. April 1768 den Kammerherrn, Hessischen Geheimrat und Oberlandjägermeister des Landgrafen von Hessen-Darmstadt Wilhelm Rudolf Daniel Philipp von Gall (* 1734; † 1799) heiratete (beider Sohn war der Freiherr Ludwig Christian Philipp von Gall und Generalmajor im Dienst des Großherzogtums Hessen-Darmstadt), werden gemeinsame Erben und 1754 und 1770 mit dem Besitz belehnt.

### Gall’sches Anwesen
Als Juliane Albertine stirbt, die vermutlich mit dem Konkurs ihres Bruders 1790 in den Besitz des Schlosses kam, gelangt der Besitz an die Freiherren von Gall. Diese setzten nur Verwalter ein, die Land und Gut bewirtschafteten. Als letzter dieser Verwalter wird der bis 1856 amtierende Domänenbote Rückert genannt. 1852 schon wird das Lehen als ehemals hessisches Kunkellehen freies Eigentum und damit Besitz der Freiherrenfamilie.

### Städtischer Besitz

Das Curti-Schloss auf einer alten Aufnahme um 1870: Linke Bildseite: Ost- und Westflügel stehen rechts nach dem Turm der Stadtkirche

Nur vier Jahre nach der Freistellung als Allod nutzen das die Freiherren von Gall und veräußern das Anwesen:
Bei der Versteigerung von Schloss und Besitz am 10. und 11. März 1856 ging das Schloss und ein Großteil des Grundes an die Stadt über. Der Turm der Stadtmauer wurde abgerissen und das ehemalige Gärtchen vor dem Adelssitz als Verlängerung der Kötzengasse an die Schulstraße ausgebaut. Der Hauptbau diente im Erdgeschoss als Arrestanstalt, im Obergeschoss war ein Krankenzimmer und die Wohnung des Gefängniswärters eingerichtet. Im Ostflügel wurde 1869 eine „Höhere Privatlehranstalt“ mit zwei Wohnungen für Lehrer eingerichtet, die spätere „Realschule“. 1877 wurden Hospital und Gefängnis geschlossen und durch Umbau neue Schulräume gewonnen. Nach 1891, durch einen Neubau der Real- und Landwirtschaftsschule von 1888 bis 1891 frei geworden, wurden die Gebäude zu Armenwohnungen umgebaut und verfielen im 20. Jahrhundert zusehends. Von daher hatte es auch seinen Spitznamen „Läusekaserne“. Von 1899 bis 1901 war kurzzeitig die kleine „Erweiterte Mädchenvolksschule“ im Schloss untergebracht.
1960 wurde der Ostflügel und ab Mai 1962 im Zuge der Erweiterung des Max-Planck-Gymnasiums wurden dann auch die stark renovierungsbedürftigen Gemäuer der restlichen Teile des Schlosses abgerissen. Auf dem Gelände wurden bis 1967 die neuen Gebäude des Gymnasiums errichtet. Von dem Wirken der Curtis blieb nichts außer den Wappensteinen an der Rückseite der Aula, dem Straßennamen und ein paar Grenzsteinen des ehemaligen Landbesitzes. Auch die Familiengruft in der Friedhofskapelle (das Wappen der ehemaligen Eingangstür ist am Pfälzer Schloss in den Torbogen der südlichen Hofmauer eingelassen) wurde niedergelegt – einzig ein einfacher Gedenkstein erinnert an die Namensgeber des vergangenen Adelssitzes.
Die Stadt versucht heute im Zuge des neu aufgebauten und beschilderten Stadtrundganges das Wirken derer von Curti und Informationen zum Adelssitz lebendig zu halten.

## Baugeschichte
Der alte Adelssitz war eine Mischung aus Burgmannenhaus (Fachwerk), Burgelementen (Wehrturm) und Schloss (barocke Fassadengestaltung Ende des 17. Jahrhunderts). Er wurde mehrfach um- und ausgebaut.
Die drei Curti-Wappen: Wappensteine mit den Texten CVRTIVS BARONE(T), CVRTI DI GRAVEDONNA (Herkunft der Familie), C. F. VON GRESSENICH (seine erste Frau: Catharina Fabricius von Gressenich) und die darüberliegende Doppelwappen-Konsole (Hans Hartlieb gen. Walsporn und Ehefrau Katharina Bonne) mit der Jahreszahl „1516“, dass wie schon erläutert, den Curti-Vorbesitzern zuzuordnen ist, sind heute an der Außenmauer eines Nebengebäudes des Umstädter Gymnasiums eingefasst. Anstelle des Schlosses stehen jetzt die Gebäude des Max-Planck-Gymnasiums der Stadt.
Das Schloss bestand aus zwei Gebäuden, die rechtwinklig zur Straße lagen. Das (nord)östliche Haus, Entstehungszeit etwa um 1500, bestand aus zwei durch einen rechteckigen Treppenturm mit runder Wendeltreppenspindel verbundenen Teilen. Beide Flügel waren durch die im ersten Geschoss bebaute Hofmauer mit doppeltem Tor (Torhaus) miteinander verbunden. In den Treppenturm des Ostflügels führte ein beschlagwerkgerahmtes rundbogiges Portal, das dem Baumeister Hans Maurer zuzuordnen ist. Im Scheitel befanden sich zwei leere Schilde aus rotem Odenwälder Sandstein. Die alte Holztür hatte verkröpfte Füllungen und ein ausgesagtes Oberteil. Zum ältesten Kern der Anlage waren das tonnengewölbte Kellergeschoss und der untere Teil des quadratischen Treppenturms zu rechnen. Der Turm überragte das Haus nur minimal. Eine steinerne Wendeltreppe führte bis ins Dachgeschoss. In die Zeit des Starck’schen Anwesens fällt der südlich an Osthaus und Turm angebaute Zwischenbau mit dem östlichen Abschlussflügel bis zur Straße in verputztem Fachwerk, massiver Wand und schlichtem gewölbten Volutengiebel.
Das zweigeschossige Westhaus, Entstehungszeit vor 1590, hatte ebenfalls „schlichte zweifach abgetreppte Giebel mit Voluten ohne Schnecke und Kugel auf den Absätzen“. Auf dem Straßengiebel war eine kleine Firstfigur. Das segmentbogige Portal wurde durch die Jahreszahl 1590 datiert, besaß eine rundbogige Pforte mit abgefastem Gewände und hatte eine Rahmung mit vertieften Rechtecken und Kreisen. Die Türflügel hatten verknöpfte Füllungen. Über dem Portal befanden sich die drei vorgenannten Wappentafeln. Das Innere des Hauses wurde mehrfach umgebaut. Erhalten war das quadratische Treppenhaus mit hölzerner Wendeltreppe „um eine mit gewundenen Stäben versehene Spindel“. Die Toreinfahrt hatte einen flachen Segmentbogen und der Scheitel der Handpforte war mit der Jahreszahl 1596 gezeichnet.

### Weitere Wappenreste

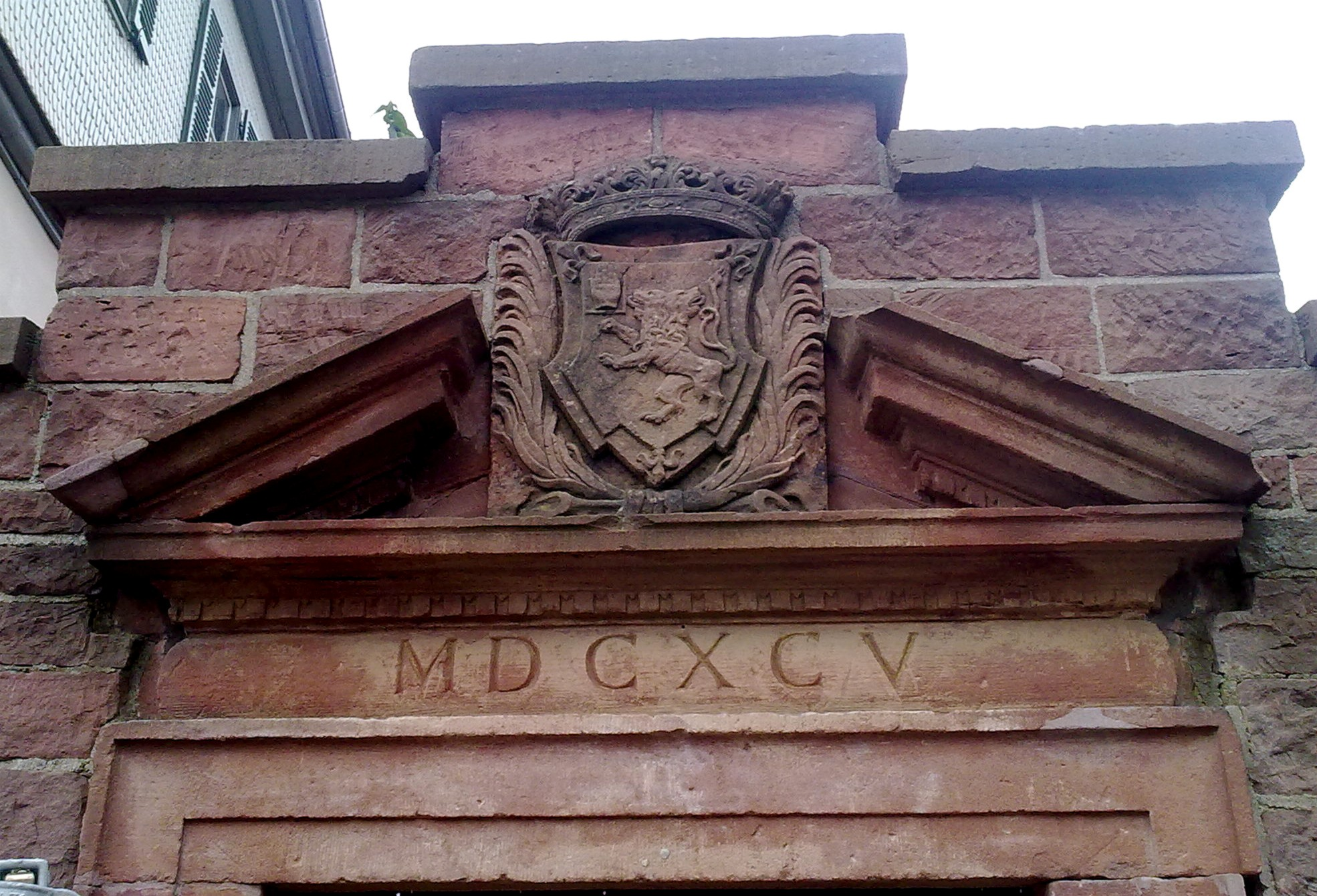
Curti-Wappen aus der niedergelegten Curti'schen Gruft im Torbogen der Begrenzungsmauer am Pfälzer Schloss, darunter datiert 1695. Man beachte die heraldisch sich rechts oben befindliche Schwurhand englischer Baronets (Rote Hand von Ulster, für die Baronets wird dabei die linke Hand dargestellt)

In der südlich zur Georg-August-Zinn-Straße verlaufenden Begrenzungsmauer des Pfälzer Schlosses sind Teile des Türgewandes der abgerissenen Curti’schen Kapelle des Friedhofs mit dem Wappen derer von Curti im offenen Giebel des Toreinganges eingelassen, datiert 1695. Ob ein Bezug darauf genommen werden soll, dass die Familie von Curti zweimal einen Oberamtmann als Verwalter der Kurpfälzer Hälfte Umstadts stellten, ist nicht bekannt.

### Abbruch
In heutiger Zeit wäre ein kompletter Abbruch der Gebäude des Schlossareals, wie er in den Jahren 1960 bis 1963 erfolgte, aus Denkmalschutzgründen nicht mehr möglich.

„Würdigung: In diesem Fall muss man vor allem den Umgang der Stadt mit dem bedeutenden Baudenkmal würdigen: Es wurde 1963 abgebrochen.“

## Sonstiges
Das Obere und das Untere Curti-Haus liegen nicht in Groß-Umstadt, sondern in unserem Nachbarland Schweiz in Rapperswil am Zürichsee.